# Victoria Losada
María Victoria Losada Gómez, comunemente conosciuta come Vicky Losada (Terrassa, 5 marzo 1991), è una calciatrice spagnola, di ruolo centrocampista.

## Carriera

### Club
Il 1º febbraio 2023, Losada viene acquistata dalla Roma, lasciando il Manchester City dopo una stagione e mezza, durante la quale aveva vinto una FA Women's League Cup. Con le giallorosse, partecipa alla vittoria del campionato, primo titolo nazionale nella storia della società. Al termine della stessa annata, la giocatrice lascia il club giallorosso, vista la scadenza del suo contratto. Nel luglio 2023 viene annunciato il suo trasferimento al Brighton & Hove 

### Nazionale
Victoria Losada viene convocata nella nazionale spagnola under 19 debuttando in una competizione ufficiale UEFA il 25 settembre 2008, nella partita vinta 14 a 0 contro le pari età di Cipro in occasione del primo turno di qualificazione dell'edizione 2009 del Campionato europeo di categoria. In incontri per i campionati UEFA con la maglia delle Furie rosse U-19 totalizzerà 15 presenze realizzando 10 reti.
Nel 2010 viene selezionata per vestire la maglia della nazionale maggiore. Impiegata durante le qualificazioni al campionato mondiale femminile di calcio 2011 debutta il 19 giugno 2010, nella partita pareggiata per 2-2 con l'Inghilterra.
Nel giugno 2013 il commissario tecnico della Nazionale Ignacio Quereda la inserisce in rosa per Svezia 2013. Losada gioca tutte le partite da titolare fino all'incontro perso 3-1 contro la Norvegia nei quarti di finale.
Viene nuovamente convocata alle partite di qualificazione ai Mondiali di Canada 2015, contribuendo ad ottenere al termine del torneo la storica qualificazione della Spagna a un Mondiale femminile. Sua è la prima rete segnata al 13' dalla Spagna a Canada 2015, il 9 giugno 2015, nella partita pareggiata per 1-1 con la Costa Rica.

## Statistiche

### Presenze e reti nei club
Statistiche aggiornate al 29 maggio 2024.
| Stagione               | Squadra                | Campionato             | Campionato | Campionato | Coppe nazionali | Coppe nazionali | Coppe nazionali | Coppe continentali | Coppe continentali | Coppe continentali | Altre coppe | Altre coppe | Altre coppe | Totale | Totale |
| Stagione               | Squadra                | Comp                   | Pres       | Reti       | Comp            | Pres            | Reti            | Comp               | Pres               | Reti               | Comp        | Pres        | Reti        | Pres   | Reti   |
| ---------------------- | ---------------------- | ---------------------- | ---------- | ---------- | --------------- | --------------- | --------------- | ------------------ | ------------------ | ------------------ | ----------- | ----------- | ----------- | ------ | ------ |
| 2006-2007              | Barcellona             | PD                     | 19         | 0          | CR              | 0               | 0               | -                  | -                  | -                  | -           | -           | -           | 19     | 0      |
| 2007-2008              | Espanyol               | PD                     | 24         | 3          | CR              | 0               | 0               | -                  | -                  | -                  | -           | -           | -           | 24     | 3      |
| 2008-2009              | Barcellona             | PD                     | ?          | ?          | CR              | ?               | ?               | -                  | -                  | -                  | -           | -           | -           | ?      | ?      |
| 2009-2010              | Barcellona             | PD                     | ?          | ?          | CR              | ?               | ?               | -                  | -                  | -                  | -           | -           | -           | ?      | ?      |
| 2010-2011              | Barcellona             | PD                     | ?          | ?          | CR              | ?               | ?               | -                  | -                  | -                  | -           | -           | -           | ?      | ?      |
| 2011-2012              | Barcellona             | PD                     | ?          | ?          | CR              | ?               | ?               | -                  | -                  | -                  | -           | -           | -           | ?      | ?      |
| 2012-2013              | Barcellona             | PD                     | ?          | ?          | CR              | ?               | ?               | UWCL               | 1                  | 0                  | -           | -           | -           | ?      | ?      |
| 2013-2014              | Barcellona             | PD                     | 14         | 4          | CR              | ?               | ?               | UWCL               | 4                  | 1                  | -           | -           | -           | ?      | ?      |
| 2014-2015              | Barcellona             | PD                     | ?          | ?          | CR              | ?               | ?               | UWCL               | 4                  | 1                  | -           | -           | -           | 4+     | 1+     |
| feb.-ago. 2014         | Western NY Flash       | NWSL                   | 23         | 3          | -               | -               | -               | -                  | -                  | -                  | -           | -           | -           | 23     | 3      |
| 2015                   | Arsenal                | WSL1                   | 12         | 1          | CI              | ?               | ?               | -                  | -                  | -                  | WLC         | 3           | 0           | 15+    | 1+     |
| mar.-set. 2016         | Arsenal                | WSL1                   | 7          | 1          | CI              | ?               | ?               | -                  | -                  | -                  | WLC         | 3           | 1           | 10+    | 2+     |
| Totale Arsenal         | Totale Arsenal         | Totale Arsenal         | 19         | 2          | -               | ?               | ?               | -                  | -                  | -                  | -           | 6           | 1           | 25+    | 3+     |
| 2016-2017              | Barcellona             | PD                     | 4          | 4          | CR              | ?               | ?               | WCL                | 4                  | 0                  | -           | -           | -           | 8      | 4      |
| 2017-2018              | Barcellona             | PD                     | 20         | 3          | CR              | ?               | ?               | WCL                | 5                  | 1                  | -           | -           | -           | 25     | 4      |
| 2018-2019              | Barcellona             | PD                     | 26         | 2          | CR              | ?               | ?               | WCL                | 7                  | 0                  | -           | -           | -           | 33     | 2      |
| 2019-2020              | Barcellona             | PD                     | 7          | 2          | CR              | 2               | 0               | WCL                | 2                  | 0                  | -           | -           | -           | 11     | 2      |
| 2020-2021              | Barcellona             | PD                     | 31         | 3          | CR              | 3               | 1               | WCL                | 7                  | 0                  | -           | -           | -           | 41     | 4      |
| Totale Barcellona      | Totale Barcellona      | Totale Barcellona      | 283        | 59         | -               | 5+              | 1+              | -                  | 34                 | 3                  | -           | -           | -           | 322+   | 63+    |
| 2021-2022              | Manchester City        | WSL                    | 12         | 3          | WLC             | 3               | 0               | WCL                | 2                  | 0                  | WLC         | 4           | 3           | 21     | 6      |
| 2022-2023              | Manchester City        | WSL                    | 2          | 0          | WLC             | 0               | 0               | WCL                | 2                  | 1                  | WLC         | 2           | 1           | 6      | 2      |
| Totale Manchester City | Totale Manchester City | Totale Manchester City | 14         | 3          | -               | 3               | 0               | -                  | 4                  | 1                  | -           | 6           | 4           | 27     | 8      |
| feb-.giu. 2023         | Roma                   | A                      | 6          | 0          | CI              | 4               | 1               | UWCL               | 2                  | 0                  | SI          | -           | -           | 12     | 1      |
| Totale Roma            | Totale Roma            | Totale Roma            | 6          | 0          | -               | 4               | 1               | -                  | 2                  | 0                  | -           |             | -           | 12     | 1      |
| 2023-2024              | Brighton & Hove        | WSL                    | 21         | 1          | CI              | 3               | 1               | -                  | -                  | -                  | WLC         | 4           | 1           | 28     | 3      |
| 2024-2025              | Brighton & Hove        | WSL                    | 15         | 1          | CI              | 1               | 0               | -                  | -                  | -                  | WLC         | 3           | 0           | 19     | 1      |
| Totale Brighton & Hove | Totale Brighton & Hove | Totale Brighton & Hove | 36         | 2          | -               | 4               | 1               | -                  | -                  | -                  | -           | 7           | 1           | 47     | 4      |
| Totale carriera        | Totale carriera        | Totale carriera        | 405+       | 72+        | -               | 16+             | 3+              | -                  | 40                 | 4                  | -           | 19          | 6           | 229+   | 30+    |

## Palmarès

### Club

#### Competizioni nazionali
- Campionato spagnolo: 6

Barcellona: 2011-2012, 2012-2013, 2013-2014, 2014-2015, 2019-2020, 2020-2021
- Coppa della Regina: 7

Barcellona: 2011, 2013, 2014, 2017, 2018, 2019-2020, 2020-2021
- Women's FA Cup: 1

Arsenal: 2015-2016
- FA Women's League Cup: 2

Arsenal: 2015
Manchester City: 2021-2022
- Supercoppa spagnola: 1

Barcellona: 2020
- Copa de Catalunya femenina: 6

Espanyol: 2007
Barcellona: 2009, 2010, 2011, 2012, 2014
- Campionato italiano: 1

Roma: 2022-2023

#### Competizioni internazionali
- UEFA Women's Champions League: 1

Barcellona: 2020-2021

### Nazionale
- Algarve Cup: 1

2017